# 2022-es labdarúgó-világbajnokság-selejtező (CAF – 1. forduló)
A 2022-es labdarúgó-világbajnokság afrikai selejtezőjének 1. fordulójának mérkőzéseit 2019. szeptember 4. és 10. között játszották.

## Formátum
Összesen 28 csapat vett részt (a 27–54. helyen rangsoroltak), a csapatok oda-visszavágós rendszerben mérkőznek, a 14 győztes továbbjutott a második fordulóba.

## Kiemelés
A kiemelést a 2019. júliusi FIFA-világranglista alapján alakították ki, a helyezések az alábbi táblázatban zárójelben olvashatók. A 2. kalapban lévő csapatok játszották az első mérkőzést pályaválasztóként.
Az 1. forduló sorsolását 2019. július 29-én 12 órától tartották Kairóban.
| 1. kalap | 2. kalap |
| --- | --- |
| 1. Zimbabwe (112.) 2. Sierra Leone (114.) 3. Mozambik (116.) 4. Namíbia (121.) 5. Angola (122.) 6. Bissau-Guinea (123.) 7. Malawi (126.) 8. Togo (128.) 9. Szudán (129.) 10. Ruanda (133.) 11. Tanzánia (137.) 12. Egyenlítői-Guinea (139.) 13. Szváziföld (139.) 14. Lesotho (144.) | 1. Comore-szigetek (146.) 2. Botswana (147.) 3. Burundi (148.) 4. Etiópia (150.) 5. Libéria (152.) 6. Mauritius (157.) 7. Gambia (161.) 8. Dél-Szudán (169.) 9. Csád (175.) 10. São Tomé és Príncipe (185.) 11. Seychelle-szigetek (192.) 12. Dzsibuti (195.) 13. Szomália (202.) 14. Eritrea (202.) |

## Párosítások
Az első mérkőzéseket 2019. szeptember 4. és 7. között, a második mérkőzéseket szeptember 8. és 10. játszották.

| 1. csapat            | Össz.Tooltip Aggregate score | 2. csapat         | 1. mérk. | 2. mérk.   |
| -------------------- | ---------------------------- | ----------------- | -------- | ---------- |
| Etiópia              | 1–1 (i.g.)                   | Lesotho           | 0–0      | 1–1        |
| Szomália             | 2–3                          | Zimbabwe          | 1–0      | 1–3        |
| Eritrea              | 1–4                          | Namíbia           | 1–2      | 0–2        |
| Burundi              | 2–2 (t. 0–3)                 | Tanzánia          | 1–1      | 1–1 (h.u.) |
| Dzsibuti             | 2–1                          | Szváziföld        | 2–1      | 0–0        |
| Botswana             | 0–1                          | Malawi            | 0–0      | 0–1        |
| Gambia               | 1–3                          | Angola            | 0–1      | 1–2        |
| Libéria              | 3–2                          | Sierra Leone      | 3–1      | 0–1        |
| Mauritius            | 0–3                          | Mozambik          | 0–1      | 0–2        |
| São Tomé és Príncipe | 1–3                          | Bissau-Guinea     | 0–1      | 1–2        |
| Dél-Szudán           | 1–2                          | Egyenlítői-Guinea | 1–1      | 0–1        |
| Comore-szigetek      | 1–3                          | Togo              | 1–1      | 0–2        |
| Csád                 | 1–3                          | Szudán            | 1–3      | 0–0        |
| Seychelle-szigetek   | 0–10                         | Ruanda            | 0–3      | 0–7        |

## Mérkőzések
| 2019. szeptember 4. 16:00 (UTC+3) |

| Etiópia | 0–0         | Lesotho |
| ------- | ----------- | ------- |
|         | Jegyzőkönyv |         |

| Bahir Dar Stadium, Bahir Dar Játékvezető: Mohamed Maarouf (egyiptomi) |

| 2019. szeptember 8. 15:00 (UTC+2) |

| Lesotho        | 1–1               | Etiópia               |
| -------------- | ----------------- | --------------------- |
| Seturumane 56' | (0–0) Jegyzőkönyv | Lerotholi 50' (öngól) |

| Setsoto Stadium, Maseru Játékvezető: Messie Nkounkou (kongói) |

| 2019. szeptember 5. 18:00 (UTC+3) |

| Szomália     | 1–0               | Zimbabwe |
| ------------ | ----------------- | -------- |
| Shakunda 86' | (0–0) Jegyzőkönyv |          |

| El Hadj Hassan Gouled Aptidon Stadium, Dzsibuti (Dzsibuti) Játékvezető: Alfred Pousri Armi (csádi) |

| 2019. szeptember 10. 15:00 (UTC+2) |

| Zimbabwe                           | 3–1               | Szomália    |
| ---------------------------------- | ----------------- | ----------- |
| Munetsi 77' Muskwe 86' Billiat 90' | (0–0) Jegyzőkönyv | Mohamed 85' |

| National Sports Stadium, Harare Játékvezető: Andofetra Rakotojaona (madagaszkári) |

| 2019. szeptember 4. 16:00 (UTC+3) |

| Eritrea      | 1–2               | Namíbia                          |
| ------------ | ----------------- | -------------------------------- |
| Sulieman 65' | (0–0) Jegyzőkönyv | Shalulile 50' Tesfay 58' (öngól) |

| Denden Stadium, Aszmara Játékvezető: Mohamed Ali Moussa (nigeri) |

| 2019. szeptember 10. 19:00 (UTC+2) |

| Namíbia                      | 2–0               | Eritrea |
| ---------------------------- | ----------------- | ------- |
| Iimbondi 25' Shalulile 90+2' | (1–0) Jegyzőkönyv |         |

| Sam Nujoma Stadium, Windhoek Játékvezető: Roland Danon (elefántcsontparti) |

| 2019. szeptember 4. 15:00 (UTC+2) |

| Burundi    | 1–1               | Tanzánia  |
| ---------- | ----------------- | --------- |
| Amissi 81' | (0–0) Jegyzőkönyv | Msuva 85' |

| Prince Louis Rwagasore Stadium, Bujumbura Játékvezető: Kokou Ntalé (togói) |

| 2019. szeptember 8. 16:00 (UTC+3) |

| Tanzánia         | 1–1 (h. u.)                 | Burundi                    |
| ---------------- | --------------------------- | -------------------------- |
| Samatta 29'      | (1–1, 1–1, 1–1) Jegyzőkönyv | Abdul Razak 45+2'          |
| Büntetőpárbaj    |                             |                            |
| Nyoni Mao Kamagi | 3–0                         | Ngandu Berahino Bigirimana |

| Nemzeti Stadion, Dar es-Salaam Játékvezető: Norman Matemera (zimbabwei) |

| 2019. szeptember 4. 18:00 (UTC+3) |

| Dzsibuti                           | 2–1               | Szváziföld |
| ---------------------------------- | ----------------- | ---------- |
| Mahabeh 45+4' (11-esből) Hamza 74' | (1–0) Jegyzőkönyv | Mamba 56'  |

| El Hadj Hassan Gouled Aptidon Stadium, Dzsibuti Játékvezető: Slim Belakhouas (tunéziai) |

| 2019. szeptember 10. 15:00 (UTC+2) |

| Szváziföld | 0–0         | Dzsibuti |
| ---------- | ----------- | -------- |
|            | Jegyzőkönyv |          |

| Mavuso Sports Centre, Manzini Játékvezető: Beida Dahane (mauritániai) |

| 2019. szeptember 7. 16:00 (UTC+2) |

| Botswana | 0–0         | Malawi |
| -------- | ----------- | ------ |
|          | Jegyzőkönyv |        |

| Francistown Stadium, Francistown Játékvezető: Anthony Ogwayo (kenyai) |

| 2019. szeptember 10. 14:00 (UTC+2) |

| Malawi               | 1–0               | Botswana |
| -------------------- | ----------------- | -------- |
| Phiri 81' (11-esből) | (0–0) Jegyzőkönyv |          |

| Kamuzu Stadium, Blantyre Játékvezető: Souleiman Djama (dzsibuti) |

| 2019. szeptember 6. 17:00 (UTC0) |

| Gambia | 0–1               | Angola     |
| ------ | ----------------- | ---------- |
|        | (0–1) Jegyzőkönyv | Gaspar 31' |

| Independence Stadium, Bakau Játékvezető: Quadri Adebimpe (nigériai) |

| 2019. szeptember 10. 16:00 (UTC+1) |

| Angola                | 2–1               | Gambia     |
| --------------------- | ----------------- | ---------- |
| Geraldo 41' Abreu 68' | (1–0) Jegyzőkönyv | Ceesay 65' |

| Estádio 11 de Novembro, Luanda Játékvezető: Jean-Marc Ganamandji (közép-afrikai) |

| 2019. szeptember 4. 18:00 (UTC0) |

| Libéria                                                   | 3–1               | Sierra Leone |
| --------------------------------------------------------- | ----------------- | ------------ |
| Tisdell 18' (11-esből) Sangare 82' (11-esből) Johnson 88' | (1–0) Jegyzőkönyv | Quee 56'     |

| Samuel Kanyon Doe Sports Complex, Paynesville Játékvezető: Louis Houngnandande |

| 2019. szeptember 8. 16:30 (UTC0) |

| Sierra Leone | 1–0               | Libéria |
| ------------ | ----------------- | ------- |
| Kamara 55'   | (0–0) Jegyzőkönyv |         |

| Siaka Stevens Stadium, Freetown Játékvezető: Jean Ouattara (burkina fasó-i) |

| 2019. szeptember 4. 18:30 (UTC+4) |

| Mauritius | 0–1               | Mozambik    |
| --------- | ----------------- | ----------- |
|           | (0–1) Jegyzőkönyv | Telinho 10' |

| Stade Anjalay, Belle Vue Játékvezető: Georges Gatogato (burundi) |

| 2019. szeptember 10. 16:00 (UTC+2) |

| Mozambik                        | 2–0               | Mauritius |
| ------------------------------- | ----------------- | --------- |
| Clésio 6' Catamo 77' (11-esből) | (1–0) Jegyzőkönyv |           |

| Estádio do Zimpeto, Maputo Játékvezető: Brian Miiro (ugandai) |

| 2019. szeptember 4. 15:30 (UTC0) |

| São Tomé és Príncipe | 0–1               | Bissau-Guinea         |
| -------------------- | ----------------- | --------------------- |
|                      | (0–0) Jegyzőkönyv | Mendes 85' (11-esből) |

| Estádio Nacional 12 de Julho, São Tomé Játékvezető: João Goma (angolai) |

| 2019. szeptember 10. 16:30 (UTC0) |

| Bissau-Guinea  | 2–1               | São Tomé és Príncipe |
| -------------- | ----------------- | -------------------- |
| Mendes 66' 77' | (0–1) Jegyzőkönyv | Iniesta 12'          |

| Estádio 24 de Setembro, Bissau Játékvezető: Daudu Williams (Sierra leone-i) |

| 2019. szeptember 4. 16:00 (UTC+2) |

| Dél-Szudán       | 1–1               | Egyenlítői-Guinea |
| ---------------- | ----------------- | ----------------- |
| Kata 75' (öngól) | (0–1) Jegyzőkönyv | Meseguer 34'      |

| Al-Hilal Stadium, Omdurmán (Szudán) Játékvezető: Abdulwahid Huraywidah (líbiai) |

| 2019. szeptember 8. 17:00 (UTC+1) |

| Egyenlítői-Guinea | 1–0               | Dél-Szudán |
| ----------------- | ----------------- | ---------- |
| Nsue 72'          | (0–0) Jegyzőkönyv |            |

| Nuevo Estadio de Malabo, Malabo Játékvezető: Mahmood Ali Ismail (szudáni) |

| 2019. szeptember 6. 15:00 (UTC+3) |

| Comore-szigetek | 1–1               | Togo     |
| --------------- | ----------------- | -------- |
| Djoudja 49'     | (0–1) Jegyzőkönyv | Laba 34' |

| Stade de Moroni, Moroni Játékvezető: Elly Sasii (tanzániai) |

| 2019. szeptember 10. 16:00 (UTC0) |

| Togo                          | 2–0               | Comore-szigetek |
| ----------------------------- | ----------------- | --------------- |
| M'Dahoma 10' (öngól) Sunu 71' | (1–0) Jegyzőkönyv |                 |

| Stade de Kégué, Lomé Játékvezető: Pierre Atcho (gaboni) |

| 2019. szeptember 5. 15:30 (UTC+1) |

| Csád                      | 1–3               | Szudán           |
| ------------------------- | ----------------- | ---------------- |
| N'Douassel 85' (11-esből) | (0–1) Jegyzőkönyv | Agab 13' 67' 74' |

| Stade Omnisports Idriss Mahamat Ouya, N’Djamena Játékvezető: Bangaly Konate (guineai) |

| 2019. szeptember 10. 19:00 (UTC+2) |

| Szudán | 0–0         | Csád |
| ------ | ----------- | ---- |
|        | Jegyzőkönyv |      |

| Al-Merrikh Stadium, Omdurmán Játékvezető: Nelson Fred (Seychelle-szigeteki) |

| 2019. szeptember 5. 16:00 (UTC+4) |

| Seychelle-szigetek | 0–3               | Ruanda                                |
| ------------------ | ----------------- | ------------------------------------- |
|                    | (0–2) Jegyzőkönyv | Hakizimana 32' Mukunzi 36' Kagere 80' |

| Stade Linité, Victoria Játékvezető: Belay Tadesse (etióp) |

| 2019. szeptember 10. 18:00 (UTC+2) |

| Ruanda                                                                   | 7–0               | Seychelle-szigetek |
| ------------------------------------------------------------------------ | ----------------- | ------------------ |
| Bizimana 16' Kagere 27' 51' Tuyisenge 29' 34' Mukunzi 57' Hakizimana 79' | (4–0) Jegyzőkönyv |                    |

| Stade Régional Nyamirambo, Kigali Játékvezető: Tsegay Mogos (eritreai) |